# Золотая пластинка «Вояджера»
Золота́я пласти́нка «Во́яджера» — позолоченная информационная пластинка с записью звуковых и видеосигналов, упакованная в алюминиевый футляр. Имеет диаметр 12 дюймов (около 30 см) и покрыта золотом для предохранения от эрозии под действием космической пыли. Вместе с пластинкой в футляр упакованы фонографическая капсула и игла для воспроизведения записи. На футляре выгравирована схема, изображающая установку иглы на поверхности записи, скорость проигрывания и способ преобразования видеосигналов в изображение. Как и на пластинке «Пионера», воспроизведена карта пульсаров, на которой помечено положение Солнца в Галактике, а также схема излучения атома водорода для получения метрических и временны́х единиц. Комиссию, занимавшуюся подготовкой пластинки, возглавлял Карл Саган.

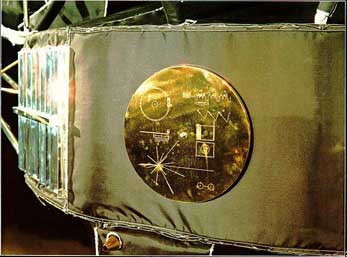
Позолоченный диск, закреплённый на корпусе «Вояджера»

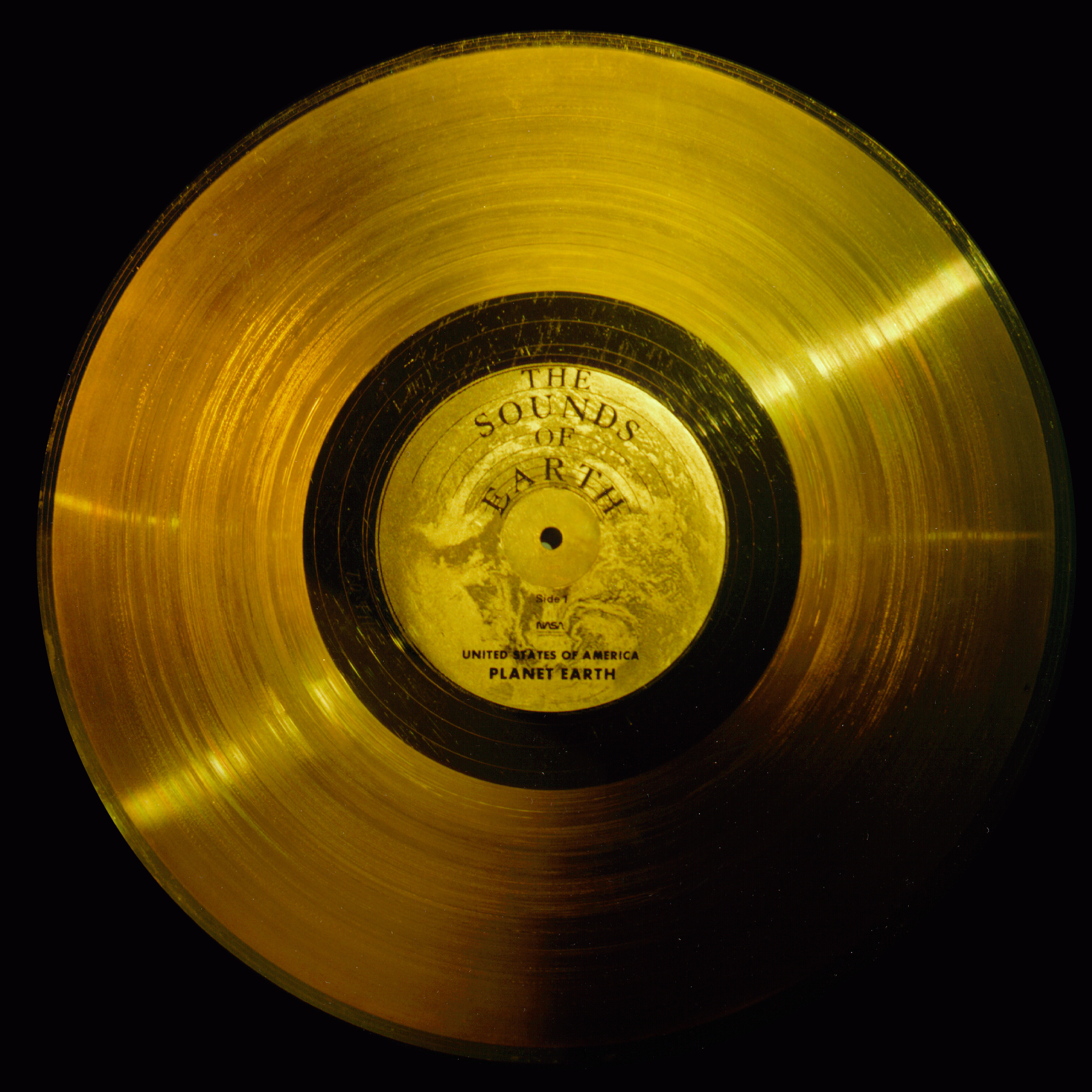
Золотая пластинка с композициями и звуками Земли

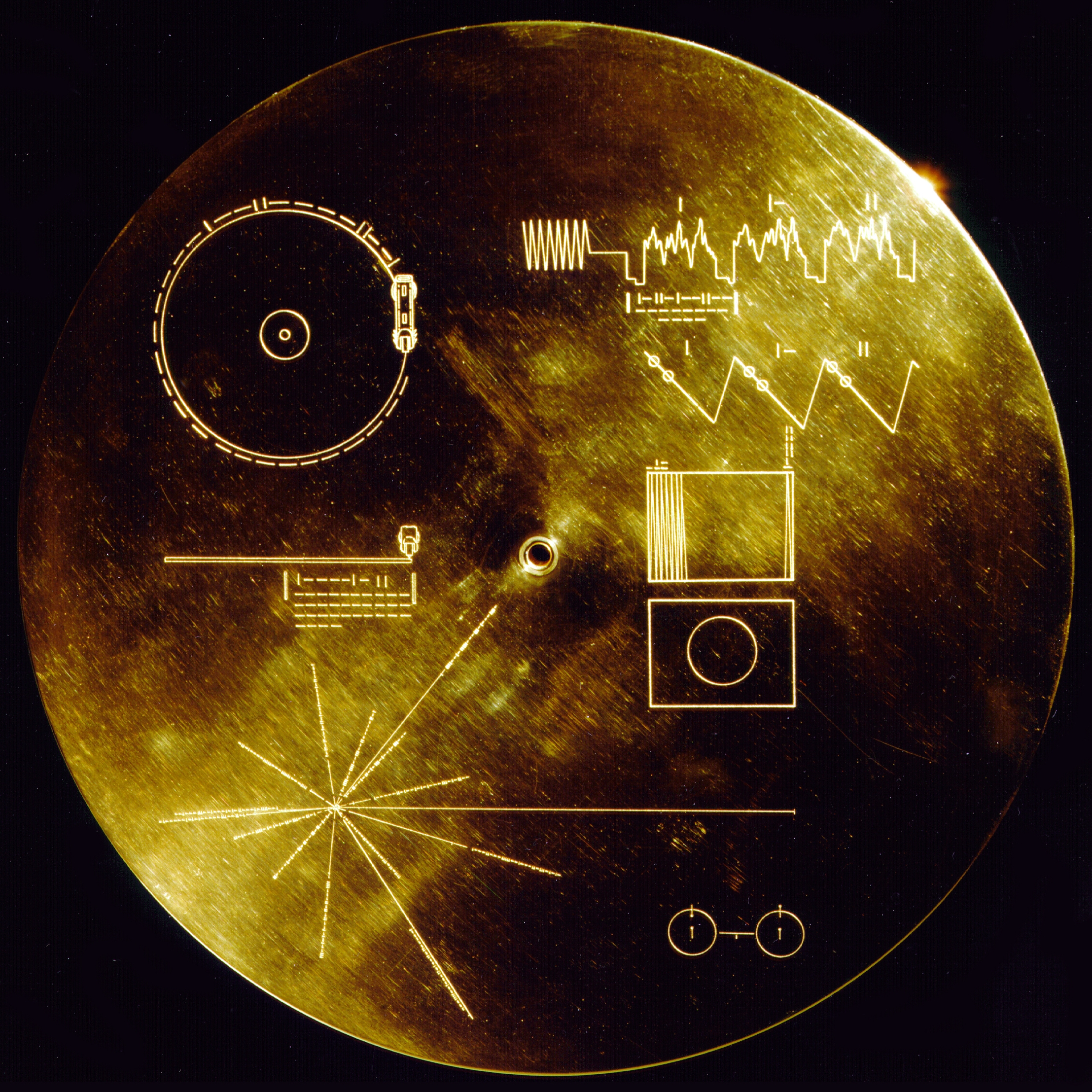
Футляр с пояснениями для внеземной цивилизации

## Местоположение пластинок
Пластинки прикреплены к космическим аппаратам «Вояджер-1» и «Вояджер-2», которые в 1977 году были запущены с Земли. По состоянию на июль 2025 года «Вояджер-1» удалился на расстояние 25,07 миллиарда километров (167.6 а.е. или 25,07 × 109 км) от Солнца. «Вояджер-2» удалился на расстояние 20,97 миллиарда километров (140.2 а.е. или 20,97 × 109 км) от Солнца. Аппараты с пластинками на борту продолжают удаляться от Солнца ежегодно на 3,6 и 3,3 а.е. соответственно.
Актуальное местоположение возможно отслеживать в реальном времени на сайте NASA 

## Записи пластинки

### Приветствия
Первый раздел содержит приветствия на 55 языках, в том числе на шумерском, аккадском, хеттском, арамейском, древнегреческом, латыни, армянском, 10 южноазиатских, 4 китайских диалектах, русском, французском и прочих языках.

### Музыка
78 % записей «Вояджера» посвящено музыкальным формам выражения многих культур. С помощью дирижёра Мюррея Сидлина и музыковедов Алана Ломакса, Роберта Брауна и Чу Вен Чанга было выбрано 27 различных произведений для записи. Западная классическая музыка представлена Бахом (Бранденбургский концерт № 2, «Гавот в форме рондо», «Хорошо темперированный клавир»), Бетховеном (5-я симфония, струнный квартет № 13), Моцартом («Волшебная флейта») и Стравинским («Весна священная»), а западная лёгкая музыка — Чаком Берри («Johnny B. Goode»), Луи Армстронгом («Melancholy Blues») и Слепым Вилли Джонсоном («Dark Was the Night»). Но западная музыка составляет менее половины музыкальной подборки. Остальная запись включает классическую музыку Индии, Явы и Японии, а также китайское произведение для 7-струнного инструмента цисяньцинь, сочинённое 2500 лет назад китайским композитором Бо Я (伯牙). Была включена и народная музыка Перу, Болгарии, Австралии, Африки, азербайджанская музыка на балабанах (мугам в исполнении Кямиля Джалилова) и грузинское хоровое пение чакруло. В запись вошли игра на свирели с Соломоновых островов и ритуальное пение из Новой Гвинеи, которое, возможно, подобно пению людей каменного века, когда первобытные люди только ещё начинали сочинять музыку.

### Звуки
Остальные 22 % записи состоят из голосов людей, различных звуков Земли и 116 изображений, закодированных как аудиосигналы. Человеческие голоса записаны в форме приветствий Генерального секретаря ООН на 55 наиболее распространённых языках Земли. Также запись включает 50 голосов и звуков планеты. Они начинаются с естественных звуков природы, океана и суши, которые внеземные существа смогут распознать на основании собственных исследований землеподобных планет и которые могут дать сведения о плотности нашей атмосферы. Затем идут звуки биологического мира: птиц и насекомых, лягушек, собак, львов, шимпанзе, волков. Далее записаны звуки людей и их деятельности: шаги, удары молотка, звук пилы, удара топора о дерево; звуки машины, сирены, реактивного самолёта, запуска ракеты, плачущего ребёнка, которого успокаивает мать, и регулярное щёлканье пульсара (этот звук может дать ключ к разгадке природы карты пульсаров на футляре записи).

### Изображения
Фотография солнечного спектра — первая из 20 фотографий, сделанных в цвете, находящихся в последовательности из 116 рисунков. Цветные фотографии закодированы как три последовательные монохромные фотографии, сделанные через разные цветные фильтры. Поскольку набор линий поглощения в спектре Солнца является индикатором его цвета и светимости, внеземные астрономы смогут точно соединить три монохромных изображения в одно цветное, проводя калибровку на основании известных им сведений о звёздных спектрах. Проведя эту работу, они смогут таким же образом получить другие цветные фотографии.
Затем изображена Земля, как её видно из космоса, с помощью фотографии, сделанной с низкой орбиты. Схематически показаны атомы для ознакомления с элементным составом газов в нашей атмосфере. Эти же самые атомные схемы используются для показа структуры и деления молекулы ДНК. Далее следует серия фотографий и анатомических схем, которые показывают различные стадии митотического деления клетки, оплодотворение яйцеклетки сперматозоидом, развитие эмбриона и рождение. Восемь анатомических схем, расположенных одна под другой, показывают внешнюю и внутреннюю анатомию человека. Последовательность заканчивается несколькими рисунками человеческих существ.
После этого показаны фотографии различных пейзажей и ландшафтов: пустынь и гор, морских побережий и островов, горных массивов и рек. Затем идут изображения форм жизни на Земле, деревья и поля, коралловые рифы (австралийский остров Херон), насекомые и цветущие растения, моллюски, дельфины, животные морских глубин. Затем снова следуют фотографии человеческих существ в различных ситуациях: фермер из Гватемалы и Австралии; рабочие из Африки, Таиланда и Техаса; олимпийские бегуны (с лидирующим советским спринтером В. Ф. Борзовым) и т. д.

### Обращение Джимми Картера
На диске записаны также обращения Курта Вальдхайма и Дж. Картера, которые в 1977 году были генеральным секретарём ООН и президентом США соответственно.
Вольный перевод обращения президента Картера звучит так:
Этот аппарат создан в США, стране с населением 240 млн человек среди 4-миллиардного населения Земли. Человечество всё ещё разделено на отдельные нации и государства, но страны быстро идут к единой земной цивилизации.

Мы направляем в космос это послание. Оно, вероятно, выживет в течение миллиарда лет нашего будущего, когда наша цивилизация изменится и полностью изменит лик Земли… Если какая-либо цивилизация перехватит „Вояджер“ и сможет понять смысл этого диска — вот наше послание:

Это — подарок от маленького далёкого мира: наши звуки, наша наука, наши изображения, наша музыка, наши мысли и чувства. Мы пытаемся выжить в наше время, чтобы жить и в вашем. Мы надеемся, настанет день, когда будут решены проблемы, перед которыми мы стоим сегодня, и мы присоединимся к галактической цивилизации. Эти записи представляют наши надежды, нашу решимость и нашу добрую волю в этой Вселенной, огромной и внушающей благоговение.